# Каза Ферандо
Каза Ферандо, букв. Дом „Ферандо“ (на италиански: Casa Ferrando) е историческа сграда в град Ивреа, Пиемонт, Северна Италия.

## История
Сградата е построена през 1925 г. от инж. Амедео Ферандо, по това време известна личност в града, заемащ длъжността на почетен инспектор на паметниците.

## Описание
Сградата заема ъглов парцел на кръстовището между бул. Масимо д'Адзельо“ и ул. „Капучини“ и е срещу църквата „Сан Лоренцо“. Има чисто неоготически стил. Състои се от основно тяло, високо на два етажа, върху което върху фасадата на ул. „Капучини“ е „присадено“ издадено тяло, увенчано с куличка, която дава достъп до терасовиден покрив.
Особен интерес представляват прозорците и вратите на сградата с различна форма. Сред тях седемте прозореца на изпъкналото тяло, представляващи композитни арки, на свой ред увенчани със заострени арки, поддържани от спирални колони с фино украсени капители. Използването на островърхата арка се завръща и при други прозорци и врати с профили. Издаденият елемент е декориран с плочки в ярки цветове. Други стенни декорации украсяват кулата и рамката на вратата, водеща към терасовидния покрив.
Между втората и третата врата на приземния етаж на фасадата на ул „Капучини“ има малка ниша с теракотена оброчна картина. Това изобразява Мадоната с Младенеца, и двете коронясани. На фона на картината от ренесансов тип има драперии, архитектурни и растителни елементи. Призивният надпис под картината носи името на Матео Филипело, епископ на Ивреа по времето, когато е построена сградата.